# Resolució 700 del Consell de Seguretat de les Nacions Unides
La Resolució 700 del Consell de Seguretat de les Nacions Unides, adoptada per unanimitat el 17 de juny de 1991 després de recordar resolucions 661 (1991), 665 (1991), 670 (1991) i la 687 (1991), i prenent nota de l'informe del Secretari General de les Nacions Unides, va demanar que el Consell, en virtut del Capítol VII, el Consell va aprovar la plena aplicació de la Resolució 687 sobre l'embargament d'armes contra Iraq.
El Consell convida a tots els estats i organitzacions internacionals a aplicar estrictament l'embargament, que demana als estats que informin en un termini de 45 dies sobre les mesures que han pres la implementació. També va encomanar al Comitè del Consell de Seguretat establert en la Resolució 661 (1990) que vigilés les prohibicions contra la venda o subministrament d'armes a l'Iraq i les sancions relacionades. El Comitè presentarà cinc informes, a intervals de 90 dies, al Consell sobre l'aplicació de la resolució.